# Granö-Insjön
Granö-Insjön är en sjö i Söderhamns kommun i Hälsingland och ingår i Ljusnan-Skärjåns kustområde. Sjön har en area på 0,284 kvadratkilometer och ligger 2 meter över havet. Sjön avvattnas av vattendraget Löjhamnsån.

## Delavrinningsområde
Granö-Insjön ingår i det delavrinningsområde (677578-157320) som SMHI kallar för Utloppet av Granö-Insjön. Medelhöjden är 5 meter över havet och ytan är 1,09 kvadratkilometer. Räknas de 13 avrinningsområdena uppströms in blir den ackumulerade arean 82,14 kvadratkilometer. Avrinningsområdets utflöde Löjhamnsån mynnar i havet. Avrinningsområdet består mestadels av skog (68 procent). Avrinningsområdet har 0,29 kvadratkilometer vattenytor vilket ger det en sjöprocent på 26,2 procent.